# Relaciones España-Malí
Las Relaciones España-Malí son las relaciones internacionales entre estos dos países. Malí tiene una embajada en Madrid, y tres consulados en: Madrid, Barcelona y Santa Cruz de Tenerife. La representación diplomática de la República de Mali en España se abrió a principios del año 2011, no solo con el fin de fortalecer los lazos entre Mali y España, sino también para garantizar un servicio a los ciudadanos malienses que viven en España. España tiene una embajada en Bamako.

## Relaciones diplomáticas

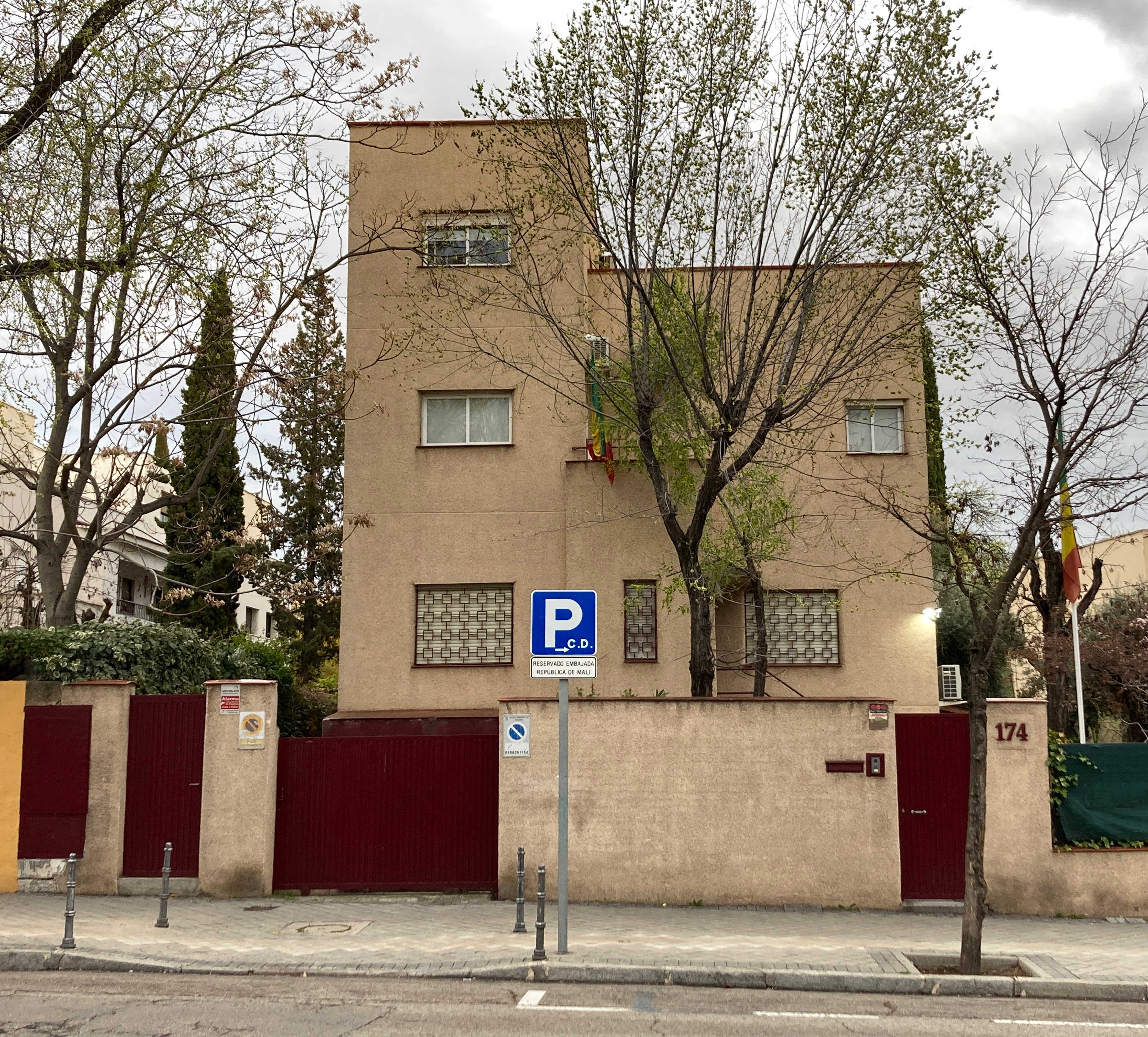
Embajada de Mali en Madrid, calle de Serrano 174.

La Embajada de España en Mali comenzó a desplegar sus actividades en julio de 2006, y la Oficina Técnica de Cooperación en enero de 2008. La inauguración de la Embajada tuvo lugar el 26 de enero de 2008, en el marco de la gira del MAEC por 5 países de África subsahariana.
Las relaciones bilaterales se han venido desarrollando rápidamente, sobre la base de un intenso intercambio de visitas de alto nivel. España y Malí comparten intereses estratégicos, entre otros, la lucha contra la pobreza, la lucha contra la criminalidad organizada y contra el terrorismo, y la gestión compartida de los flujos migratorios bajo un enfoque integral y global.
En marco del impulso creciente de las relaciones bilaterales, el Consejo de Ministros de Malí tomó la decisión de abrir Embajada en Madrid el 29 de julio de 2009. El embajador extraordinario y plenipotenciario de la República de Malí en España fue nombrado el 14 de abril de 2010.

## Relaciones económicas
La actual volatilidad política y de seguridad en Mali, así como el hecho de que el país se encuentre en una situación de conflicto bélico hacen que a corto plazo el marco jurídico y económico del país no sea el más adecuado para el fomento de las inversiones españolas. No obstante, dentro de las oportunidades de negocio, las autoridades de Mali han manifestado en el pasado interés en desarrollar la cooperación bilateral en una serie de ámbitos mediante inversiones de empresas españolas en el sector primario, infraestructuras, sector bancario, telecomunicaciones y turismo. Cabe destacar asimismo el hecho de que una ventana de oportunidad para las empresas españolas se encuentra en el marco de las licitaciones de la Unión Europea,
con financiación FED o de otros instrumentos y que son especialmente relevantes en el ámbito de las infraestructuras.

## Cooperación
Mali se incorpora como país prioritario de la Cooperación Española en el Plan Anual de Cooperación Internacional 2006. En el año 2007 se firma un Acuerdo de Cooperación y en el año 2008 se firma la I Comisión Mixta y se abre Oficina Técnica de Cooperación en Bamako. El III Plan Director 2009-2012 consolidó el compromiso a largo plazo de la Cooperación Española con el desarrollo de Malí como país de Asociación Amplia, máxima categoría que ha quedado ratificada con la aprobación del reciente del IV Plan Director 2013-2016.